# Artur Jaczewski
Artur Ludwik Aleksander Jaczewski (ur. 3 listopada 1863 w Rylkowie, zm. 12 lutego 1932 w Leningradzie) – rosyjski mykolog i fitopatolog.

## Życiorys
Pochodził z rodziny arystokratycznej o polskich korzeniach. Dzieciństwo i młodość spędził w Szwajcarii. Tam, na Uniwersytecie Berneńskim, rozpoczął studia botaniczne. Uczęszczał też na wykłady w Lozannie, na Sorbonie i w Montpellier. Od 1889 zajmował się badaniami mykologicznymi pod kierunkiem Edwarda Fischera. Brał udział w licznych ekspedycjach naukowych po zachodniej Europie. Wówczas zaczął publikować pierwsze efekty prac, m.in. opisał nowy gatunek, Laestadia Ilicis. W 1893 zainicjował działalność Towarzystwa Botanicznego w Montreux, gdzie wówczas mieszkał; założył także górski ogród botaniczny. W latach 90. wydał szereg prac nt. grzybów Szwajcarii.
W 1887 r. ukończył studia na Uniwersytecie Moskiewskim. Pod koniec lat 90. XIX wieku przeniósł się do guberni smoleńskiej w Rosji,. Opublikował następnie trzy prace na temat tamtejszej mikroflory. Później zamieszkał w Petersburgu. W latach 1895–1899 współredagował serię Fungi Rossiae Exsiccati. Organizował badania mikroflory guberni: kijowskiej, podolskiej, wołyńskiej i chersońskiej. Był zatrudniony w Ministerstwie Rolnictwa jako ekspert ds. chorób roślin oraz w stołecznym Ogrodzie Botanicznym. W latach 1903–1917 był redaktorem rocznika naukowego poświęconego chorobom roślin. W 1905 reprezentował swój kraj na Międzynarodowym Kongresie Botanicznym w Wiedniu. W 1907 zorganizował nowoczesne laboratorium mykologiczne przy Ministerstwie Rolnictwa. W tym samym roku wydał pierwszy i przez długi czas jedyny w Rosji podręcznik fitopatologii.
W 1921 uczestniczył w Międzynarodowym Kongresie Rolniczym w USA. Od 1923 był członkiem korespondentem Rosyjskiej Akademii Nauk. Był wieloletnim przedstawicielem Rosji przy Międzynarodowym Instytucie Rolniczym w Rzymie. Od 1923 założony przez niego instytut badawczy był nazywany jego imieniem (Laboratorium Mykologiczne i Fitopatologiczne im. Artura Jaczewskiego).
Od końca lat 80. był żonaty z Marią Aleksandrowicz, z którą miał syna Stefana (ur. 1890). Małżeństwo to skończyło się rozwodem. W 1905 ożenił się z Katarzyną Bułharyn, która urodziła syna, Piotra (ur. 1908, zm. 1942 podczas blokady Leningradu). Jego starszy syn Stefan był nauczycielem biologii i dyrektorem gimnazjum w Milanówku. Wnukiem Artura był profesor seksuologii Andrzej Jaczewski.